# Menhir de Tortolì
Le menhir de Tortolì (en italien : menhir di Tortolì) est un mégalithe situé près de Tortolì, commune italienne de la province de Nuoro, en Sardaigne. 

## Description
Le menhir se dresse dans un endroit isolé situé à proximité de la Route nationale 125 (Strada statale 125), à cinq kilomètres au sud de Tortolì.
Le monolithe mesure environ 4 m de hauteur.